# Estipêndio de Missa
Na Igreja Católica, o estipêndio de Missa (também chamado de espórtula) é uma doação feita pelos leigos a um sacerdote para celebrar uma missa com uma intenção particular. Apesar do nome, é considerado um presente ou oferenda ( em latim: stips ) dado gratuitamente em vez de um pagamento ( em latim: stipendium ) Como tal. 
Geralmente é uma pequena quantia em dinheiro determinada a critério da família, comunidade ou indivíduo em questão, e pode variar dependendo da ocasião e do número de participantes. Como é considerado simonia o sacerdote solicitar o pagamento de um sacramento, os doadores decidem a forma e o valor do estipêndio, e são recebidos como presentes.   Normalmente, a diocese estabelece uma doação mínima para os estipêndios da Missa, e os doadores são solicitados a cobrir esse valor para despesas.
O Código de Direito Canônico, cânon 945 afirma que:
In accordance with the approved custom of the Church, any priest who celebrates or concelebrates a Mass may accept an offering to apply the Mass for a specific intention.
A doação de um estipêndio para a celebração de uma Missa remonta ao século VIII. 

## Cartões de Missa
Um cartão de Missa é um cartão que indica que uma pessoa, viva ou falecida, será incluída nas intenções de uma Missa católica específica ou de um conjunto de missas. Após a doação da bolsa de Missa, o cartão é apresentado à pessoa ou, em caso de falecimento, à sua família.   Os cartões de missa são um costume relativamente recente, com o primeiro uso registrado do termo em 1930. 
O grande número de pedidos de cartões de missa às vezes representa um dilema, uma vez que, de acordo com o direito canônico, deve ser celebrada uma missa individual para cada cartão assinado.   Numa prática geralmente considerada ilícita, os cartões de missa são por vezes vendidos com assinatura impressa, sem estarem vinculados a um padre específico ou a uma missa celebrada.  
Na Irlanda, uma secção do Charities Act de 2009 tornou ilegal a venda de cartões de Missa sem acordo com um bispo ou provincial católico, com condenação conduzindo a uma pena de prisão de 10 anos ou a uma multa até 300.000 euros.   A lei foi mantida num desafio constitucional em 2009, num caso em que um dos maiores vendedores comerciais de cartões de missa da Irlanda tinha dado 100 euros por mês a um padre canonicamente suspenso nas Índias Ocidentais, que celebrava três missas para cerca de dez mil pessoas. 